# Ácido 8,5' diferúlico
8,5'-Ácido diferúlico es un tipo no cíclico de ácido diferúlico. Es el ácido diferúlico predominante en la pulpa de la remolacha azucarera. También se encuentra en la cebada, en el salvado de maíz y de centeno. Ácido 8,5' diferúlico también ha sido identificado por estar covalentemente ligado a restos de hidratos de carbono de la fracción de proteína arabinogalactano en la goma arábiga.